# Konono Nº1
Konono Nº1 è un gruppo musicale nato negli anni settanta nella Repubblica Democratica del Congo.

## Discografia parziale

### Album
- 2004 - Congotronics
- 2004 - Lubuaku
- 2007 - Live at Couleur Cafe'
- 2010 - Assume Crash Position
- 2016 - Konono N°1 Meets Batida